# Ischaemum aureum
Ischaemum aureum là một loài thực vật có hoa trong họ Hòa thảo. Loài này được (Hook. & Arn.) Hack. mô tả khoa học đầu tiên năm 1889.